# 前460年代
| 千纪： | 前1千纪 |
| 世纪： | 前6世纪 \| 前5世纪 \| 前4世纪                                                                              |
| 年代： | 前490年代 \| 前480年代 \| 前470年代 \| 前460年代 \| 前450年代 \| 前440年代 \| 前430年代                    |
| 年份： | 前469年 \| 前468年 \| 前467年 \| 前466年 \| 前465年 \| 前464年 \| 前463年 \| 前462年 \| 前461年 \| 前460年 |

前460年代從前469年1月1日開始，於前460年12月31日結束。

## 大事记
- 前469年，越、宋、魯，聯軍送衛出公返國，衛軍屢敗，無奈，盛怒開城以待，衛出公不敢回国。衛遂立公子黔，是為衛悼公。宋景公卒，無子，族孫啟嗣位，諸大夫予以驅逐，啟奔楚，啟兄得嗣位，是為宋昭公。
- 前469年，周元王仁卒，子周貞定王介嗣位。
- 前468年，魯哀公想要借越軍除三桓，事泄，奔越。三桓立其子寧，是為魯悼公。
- 前468年，越遷都琅邪，築觀台以望東海。
- 前465年，燕獻公卒，燕孝公嗣位。
- 前465年，越王勾踐卒，子鼫與嗣位。
- 前463年，鄭聲公勝卒，子鄭哀公易嗣位。
- 前461年，秦攻陷大荔國都城。
- 前461年，雅典政治家伯里克利斯當選為執政官。

## 出生
- 前469年，希臘哲學家蘇格拉底生。

## 逝世
- 前465年，越王勾踐。
- 前465年，波斯王薛西斯一世於宮中被刺身死。